# Gladiator 1924
Il Gladiator 1924 S.S.D. a r.l., meglio nota come Gladiator, è una società calcistica italiana con sede nella città di Santa Maria Capua Vetere. Fondata nel 1924, la società deve il proprio nome alla scuola dei gladiatori che, in epoca romana, aveva sede nell'Anfiteatro campano dell'antica Capua.
I colori sociali sono il nero e l'azzurro. L'impianto dove gioca le partite interne, è lo stadio Mario Piccirillo. Milita in Eccellenza, la quinta divisione del campionato italiano.

## Storia

### Dalle origini agli anni duemila

Italo Allodi fu giocatore professionista, militando come centrocampista nel Gladiator.

Nasce come società polisportiva che agglomerava più discipline, tra le quali anche il calcio. Gli “Audaci” (così si chiamavano i pionieri del calcio sammaritano) già nel 1910 davano vita ai derby, sfidando i cugini casertani della “Robur” sul campo di gioco, allestito in piazza Berolasi, oggi piazza Anfiteatro. Il 7 marzo 1924 venne fondato lo Sporting Club Gladiator che nel 1930, in seguito alla fusione con la Sammaritana, cambiò denominazione in U.S. Gladiator. In quegli anni la squadra militava in Terza, Seconda e Prima Divisione, riuscendo a farsi invitare in Serie C nel 1945-1946. Il Gladiator vinse a pari merito il proprio girone, ma la società non riuscì a iscriversi alla stagione successiva per mancanza di fondi e dovette ripartire dalle serie minori.
Nel 1946-1947 il Gladiator partecipò al campionato di Prima Divisione vincendo tutte le partite, tranne una.
Negli anni cinquanta il Gladiator militava stabilmente in Promozione. Si alternarono i presidenti Giusti, Cangiano, Raucci, Palombi e Papa, e proprio sotto la presidenza di quest'ultimo, essendo a lui molto amico, venne a Santa Maria Capua Vetere Italo Allodi, che disputò con la maglia nerazzurra, in qualità di centrocampista, i campionati 1952-1953 e 1953-1954, insieme a Stelio Nardin e Mistone, entrambi passati, successivamente, al Napoli. Sotto la presidenza del più che noto avvocato del Foro sammaritano Ciro Maffuccini, nella stagione 1956-1957 venne promossa in Serie D dove rimase fino alla stagione 1960-1961, anno del ritorno in Promozione. Negli anni successivi al 1958, si alterneranno alla presidenza del Gladiator Guido Ventriglia, insieme al commerciante Ettore Iovine, Marrocco e dal 1960 Tommaso Rossetti. Immediatamente dopo, la squadra attraversò un periodo di crisi, retrocedendo prima in Prima Categoria e poi in Seconda Categoria.

Il Gladiator della stagione 1983-1984, vincitore del Campionato Interregionale e promosso in Serie C2.

Nella stagione 1967-1968 si fuse con la Juve Sammaritana del Presidente Amedeo Di Lorenzo, che militava allora nel campionato di Promozione. La squadra dopo la fusione si risollevò dalla crisi e al termine della stagione 1972-1973 tornò in D.
Il Gladiator, con il presidente Michele Pirolo, prende parte al campionato di Promozione e di Eccellenza. Annovera tra le sue file il portiere Giacomo Zunico, che negli anni successivi giocherà in Serie A con Lecce, Varese, Catanzaro, Parma e Brescia.
Negli anni ottanta con l'avvento dei fratelli Vollero, il Gladiator militò per alcuni anni in Serie C2 (stagione 1984-1985 e 1985-1986). Negli anni successivi, dopo l'addio dei fratelli Vollero, il Gladiator ritorna nel campionato di Eccellenza. Avrà come presidenti, prima il commerciante Palombi e successivamente il geometra Gaetano Signore: Quest'ultimo riuscirà a riportarlo in Serie D, nella stagione calcistica 1989-1990.
Quelli successivi sono gli anni più bui dei sammaritani: si alternano alla guida della squadra i presidenti Lattarulo, Pappacena, Giovanni Pimpinella e Armando De Nigris. Questi ultimi due riescono ad evitarne la scomparsa.
La società viene rilevata alla fine degli anni novanta dal presidente Alfonso Salzillo, il quale, insieme all'avvocato Mario Natale, riesce a riportare la squadra in Serie D e successivamente, con l'apporto della guida tecnica di Nello Di Costanzo, in Serie C2 grazie alla vittoria del campionato 2001-2002. Della squadra fanno parte giocatori quali Gaetano Romano, Vincenzo Di Maio e Noviello. Della stagione in Serie C2, si ricorda la partita Nocerina-Gladiator, messa in onda da parte di Rai Sport Sat.

### Il declino e la rinascita
L'estate successiva la società venne esclusa dalla Serie C2 per inadempienze economiche e dopo un anno di inattività ripartì dal campionato di Promozione con la denominazione di Associazione Sportiva Dilettantistica Real Gladiator 1924 e sede legale a Macerata Campania.
Nel 2005 ritornò in Eccellenza, tornando ad assumere il nome di Unione Sportiva Gladiator 1924 con stabilimento a Santa Maria Capua Vetere, e per tre stagioni consecutive, dal 2006 al 2009, colse la qualificazione ai play-off regionali, venendo eliminata in semifinale, prima dal Quarto e poi rispettivamente dall'Alba Sannio e dall'Atletico Nola.

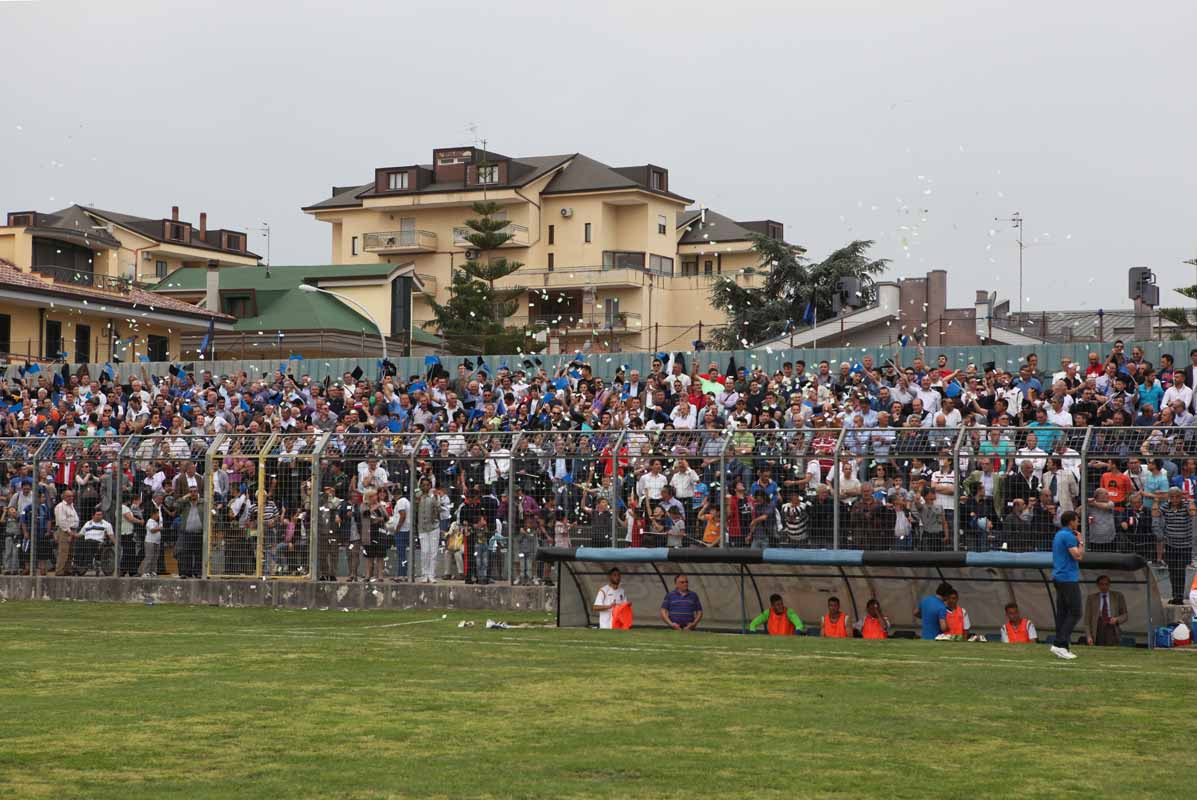
I tifosi nerazzurri durante la finale play-off del 2012.

Nell'estate del 2011 l'imprenditore Lazzaro Luce diventa il nuovo presidente della società. Con quest'ultimo il Gladiator otterrà un secondo posto in Eccellenza Campania 2011-2012. Successivamente, con l'acquisizione del titolo dal Nuvla San Felice, arriverà di nuovo seconda in classifica, ma questa volta in Serie D, con la denominazione di A.S.D. San Felice Gladiator 1912. In quella stagione, i nerazzurri stabilirono il record di ventisette risultati utili consecutivi.
Nel mese di giugno 2013, la società presentò richiesta alla Lega Nazionale Dilettanti per un nuovo cambio di denominazione in A.S.D. S.M.C.V. Gladiator 1924, grazie alla fusione con il Real Sant'Erasmo, società sammaritana di calcio a 5, permettendo così di riportare la sede a Santa Maria Capua Vetere. La  richiesta però fu respinta, dato che non era passato tempo sufficiente per effettuare un nuovo cambio. La società disputò quindi il campionato di Serie D 2013-2014 con la denominazione di San Felice Gladiator, concludendo al diciassettesimo posto in classifica e la conseguente retrocessione in Eccellenza.
Nell'estate del 2014 avvenne, in concomitanza con il cambio di sede da San Felice a Cancello a Maddaloni, il cambio di denominazione ufficiale in Associazione Sportiva Dilettantistica Gladiator 1924. Nelle stagioni 2014-2015 e 2015-2016 il Gladiator partecipa al campionato di Eccellenza, nel girone A. Solo nell'estate del 2016 arriva finalmente una buona notizia per la piazza: grazie all'accordo tra il dottor Giacomo De Felice e la famiglia D'Anna di Marcianise, a Santa Maria Capua Vetere ritorna la serie D. L'avventura nel campionato di Serie D dura una stagione, con il club sammaritano che conclude il girone di andata a soli cinque punti dal primo posto e, nel girone di ritorno, con alcuni innesti mirati conclude la stagione al nono posto, ottenendo una tranquilla salvezza, ma in estate il club non riesce ad iscriversi al campionato di Serie D, per soli 31.000 euro di fidejussione non versata dall'allora presidente Salvatore D'Anna, ripartendo dal campionato di Promozione.
Nella stagione 2018-2019 partecipa al campionato di Eccellenza - girone A, con il presidente Aveta, classificandosi al quarto posto. Contro ogni pronostico vince i play off regionali, battendo in esterna sia l'Afragolese che la Frattese. Nella semifinale nazionale dei play off, la sfortuna vuole che sia il Canicattì a passare in finale. I nerazzurri preparano le carte per il ripescaggio in D che diventa ufficiale in data 31/07/2019. Nella stagione di Serie D 2022-2023, il Gladiator ha ottenuto la salvezza nel girone H con una media età di 22,2 anni, la più giovane del girone. Nella stagione 2023-2024 il Gladiator retrocede in Eccellenza, dopo aver perso il play-out contro l’Anzio.

## Strutture

### Stadio
Lo stadio Mario Piccirillo è lo stadio di Santa Maria Capua Vetere. Inaugurato nel 1927, è intitolato a Mario Piccirillo, medico che donò al comune il terreno su cui sorge l'impianto. In erba naturale, la struttura ha sempre ospitato le gare interne del Gladiator. Fino al 2012 era dotato di tribune in cemento, poi abbattute poiché non conformi alle nuove norme di legge.
Nell'estate del 2016, grazie alla volontà della nuova società ed in particolare del dott. Giacomo De Felice, dell'ing. Raffaele D'Anna e dell'imprenditore Gianni Morico, l'impianto è stato dotato, nel settore locali, di due tribune prefabbricate diverse tra loro: una denominata "Tribuna De Felice", provvista di seggiolini e intitolata ad un tifoso storico quale Giuseppe De Felice, e l'altra che prende il nome di "Distinti", priva dei seggiolini ma che consente comunque un'ottima visuale della partita, disponendo inoltre di un settore ospiti dedicato.

## Società

### Organigramma societario
Organigramma per la stagione 2022-2023.
- Giacomo De Felice - Presidente
- Vincenzo Di Tella - Team manager
- Stefano Valletta - Amministratore Unico
- Daniele Luongo - Segreteria
- Alfonso D'Amore - Dirigente accompagnatore prima squadra
- Francesco Iannotta - Dirigente accompagnatore juniores
- Antonio Governucci - Direttore Sportivo
- Domenico Vastante e Armando Serpe - Area comunicazione e ufficio stampa
- - Area Marketing
- Papale Franco - Magazziniere
- Domenico Vastante - Speaker Stadio

| Cronologia degli sponsor tecnici - 1924-1981 ... - 1981-1989 Ennedue - 2000-2001 Galex - 2001-2003 Legea - 2003-2004 nessuno - 2004-2006 Royal - 2006-2009 Sportika - 2011-2012 Joma - 2012-2014 Legea - 2014-2015 Joma - 2015-2016 Givova - 2016-2017 Devis - 2017-2023 Zeus Sport - 2023-oggi Medusa | Cronologia degli sponsor ufficiali - 1924-1981 ... - 1981-1982 Mobilificio Monaco Martino - 1982-1983 Surgelati Casapulla - 1983-1985 Auto Volturno - 1985-1986 Parmalat - 1986-1992 Mobilificio Monaco Martino - 1997-1998 Re.Ri.F - 1998-1999 Vanessa Sound - 1999-2000 Fiat Amica - 2000-2003 Santa Maria Capua Vetere Città Storica - 2003-2004 nessuno - 2004-2005 Clever White - 2006-2011 Roberto Capitelli - 2011-2013 Derichebourg - 2013-2014 Dhi - 2014-2015 BAM poi Sagres - 2015-oggi Sagres |

## Allenatori e presidenti
Di seguito la cronologia di allenatori e presidenti.
- 1931-1932  Antal Mally
- 1932-1933  Giorgio Armari
- 1940-1941  Nereo Marini,  Ernesto Iacullo (DT)
- 1943-1945  Vincenzo Aveta
- 1945-1946  Cesare Testeri
- 1947-1948  Rodolfo Ostroman
- 1948-1949  Santamaria
 Usbech
- 1950-1951  Landolfi
- 1958-1960  De Nicola
- 1960-1961  Sola
- 1961-1962  Italo Romagnoli
- 1964-1965  Rocco
- 1966-1967  Enrico Reale
- 1970-1971  Cappiello
- 1971-1972  Mele
- 1972-1973  Carmine Tascone
- 1973-1974  Carmine Tascone
 Egidio Di Costanzo
- 1974-1975  Egidio Di Costanzo[9]
- 1975-1976  Gaetano Romaniello
 Alfredo Ballarò
- 1976-1977  Alfredo Ballarò
- 1977-1978  Washington Parisio
- 1978-1979  Francesco Mazzetti
- 1979-1980  Francesco Lucchetti
 Juan Carlos Tacchi
- 1980-1981  Juan Carlos Tacchi[10]
- 1982-1985  Franco Villa
- 1985-1986  Angelo Mammì[11]
- 1986-1987  Giuseppe Maresca
- 1988-1990  Marco Fazzi
- 1990-1991  Motta
- 1992-1993  Bucci
- 1998-1999  Giuseppe Capaccione
- 1999-2000  Gaetano Laudiero
 Bruno Mandragora
- 2000-2001  Vincenzo Troiano
- 2001-2002  Vincenzo Troiano
 Nello Di Costanzo
- 2002-2003  Pasquale Ussia (1ª-9ª)
 Gabriele Geretto (10ª-14ª)
 Vincenzo Tortora (15ª-17ª)
 Giuseppe Palumbo (18ª)
 Vincenzo Tortora (19ª)
 Luciano Vescovi (20ª-21ª)
 Stefano Cappiello (22ª)
 Fortunato Torrisi (23ª-29ª)
 Alfredo Tamburini (30ª-31ª)
 Renzo Evangelista (32ª-34ª)
- 2003-2004  Luigi Di Baia
 Crescenzo Perfetto
 Stefano Cappiello
- 2004-2005  Biagio Natale
 Vittorio Sepe
 Enrico Crescenzo
- 2005-2006  Massimo Cavaliere
 Vincenzo Feola
- 2006-2007  Vincenzo Feola
 Vincenzo Troiano
- 2007-2008  Renato Baldassarre
 Gianfranco Farina
 Vincenzo Feola
- 2008-2009  Raffaele Di Pasquale
 Vincenzo Troiano
 Giovanni Masecchia
 Alfonso Valente
 Raffaele Di Pasquale
 Vincenzo Troiano
- 2009-2010  Marco Mazziotti
- 2010-2011  Marco Mazziotti
 Nunzio Di Somma
- 2011-2012  Giovanni Macera
 Roberto Carannante
- 2012-2013  Luigi Squillante (1ª-32ª)
 Vincenzo Feola (33ª-34ª e play-off)
- 2013-2014  Nunzio Di Somma
 Filippo Vito Di Pierro
 Michele Cimmino
 Nunzio Di Somma
- 2014-2015  Gennaro Fischetti 
 Giovanni Galdo
 Antonio Carannante
- 2015-2016  Marco Mazziotti (1ª-14ª)
 Pierfrancesco Ulivi (15ª-25ª)
 Antonio Carannante (26ª-29ª)
 Angelo Di Costanzo (30ª)
- 2016-2017  Luigi Squillante (1ª-6ª)
 Teore Sossio Grimaldi (7ª-34ª)
- 2017-2018  Nicola Perrotta (ago.)
 Vincenzo Casaccio (1ª-7ª)
 Michele Motta (8ª-30ª)
- 2018-2019  Giovanni Sannazzaro[6]
 Vincenzo Credentino
- 2019-2020  Pasquale Borrelli (1ª-22ª)
 Clemente Santonastaso (23ª-26ª)
- 2020-2021  Clemente Santonastaso (1ª-16ª)
 Massimiliano Fusco (17ª)
 Alessio Martino (18ª-34ª)
- 2021-2022  Alessio Martino (1ª-14ª)
 Teore Sossio Grimaldi (15ª-34ª)
- 2022-2023  Teore Sossio Grimaldi
- 2023-2024  Luigi Pezzella
 Antonio Foglia Manzillo
 Giovanni Masecchia
 Antonio Foglia Manzillo
- 2024-2025  Vincenzo Platone

- 1924  Enrico Ricciardi
- 1925-1927  Mario Piccirillo
- 1928-1929  Andrea Buffolano
- 1929-1931  Domenico Morelli
- 1931-1933  Andrea Buffolano
- 1933-1940  Silvio Barbaro
- 1940-1948  Andrea Buffolano
- 1952-1954  Raffaele Papa
- 1955-1957  Ciro Maffuccini
- 1957-1958  Guido Ventriglia,  Ettore Iovine
- 1958-1959  Marrocco
- 1959-1961  Tommaso Rossetti
- 1966-1967  Salvatore Di Rauso
- 1967-1977  Michele Pirolo
- 1977-1978  Lino Palombi
- 1978-1979  Antonio Renga
- 1979-1980  Antonio Vitale
- 1980-1986  Fernando Vollero
- 1986-1987  Amedeo Di Lorenzo
- 1987-1989  Gaetano Signore
- 1989-1990  Gaetano Signore
- 2000-2001  Alfonso Salzillo
- 2001-2003  Mario Natale
- 2003-2011  Alfonso Salzillo
- 2011-2013  Lazzaro Luce
- 2013-2014  Enzo Vito
- 2014-2014  Massimo Savoia
- 2014-2016  Ciro Ongari
- 2016-2017  Raffaele D'Anna
- 2017-2018  Salvatore Acconcia
 Gaetano Signore
- 2018-2022  Mattia Aveta,  Giacomo De Felice
- 2022-  Giacomo De Felice

## Calciatori

### Capitani
- Salvatore Vitale
- Gaetano Romano (2000-2003)
- Luigi Pezzullo (2003-2004)
- Gaetano Landolfo (2004-2005)
- Vincenzo Di Maio (2005-2006)
- Gennaro Tessitore (2006-2007)
- Vincenzo Di Maio (2007-2008)
- Luigi Sticco (2008-2009)
- Domenico Altomonte (2009-2010)
- Savino Martone (2011-2012)
- Pasquale Borrelli (2012-2013)
- Alessio Bonavolontà (2013-2016)
- Nicola Lagnena (2016-2017)
- Giuseppe Gelotto (2017-2018)
- Tommaso Merola (2018-2019)
- Andrea Di Pietro (2019-2021)
- Aniello Vitiello (2021-2022)
- Giovanni Tomi (2022-2023)
- Mario Finizio (2023-2024)
- Marco Picascia (2024-oggi)

### Calciatori con maggior presenze
- D'Agostino, Di Baia (34)
- Di Costanzo, F. Di Rienzo, Totaro (33)
- Di Muro (32) Martino (32)

### Migliori Marcatori
- Romano (17)
- Di Baia (15)
- Calatè (9)

## Palmarès

### Competizioni interregionali
- Serie C: 1

1945-1946
- Campionato Interregionale: 1

1983-1984
- Serie D: 1

2001-2002

### Competizioni regionali
- Eccellenza: 1

2000-2001
- Promozione: 4

1956-1957, 1972-1973, 1988-1989, 2005-2006
- Seconda Divisione: 1

1938-1939 (girone B)

### Altri piazzamenti
- Serie D:

Secondo posto: 2012-2013 (girone H)
- Campionato Interregionale:

Terzo posto: 1982-1983 (girone H)
- Eccellenza:

Secondo posto: 2011-2012 (girone A)
Terzo posto: 1999-2000 (girone B), 2006-2007 (girone A)
- Promozione:

Secondo posto: 1970-1971 (girone A), 1997-1998 (girone A)
Terzo posto: 1971-1972 (girone A)
- Coppa Italia Dilettanti Campania:

Finalista: 2000-2001, 2008-2009
Semifinalista: 2011-2012
- Scudetto Serie D:

Semifinalista: 2001-2002

## Statistiche e record

### Partecipazione ai campionati
| Livello | Categoria                                     | Partecipazioni | Debutto   | Ultima stagione | Totale |
| ------- | --------------------------------------------- | -------------- | --------- | --------------- | ------ |
| 3º      | Prima Divisione                               | 3              | 1930-1931 | 1932-1933       | 4      |
| 3º      | Serie C                                       | 1              | 1945-1946 | 1945-1946       | 4      |
| 4º      | Seconda Divisione                             | 1              | 1929-1930 | 1929-1930       | 21     |
| 4º      | Promozione                                    | 4              | 1948-1949 | 1951-1952       | 21     |
| 4º      | Campionato Interregionale                     | 1              | 1958-1959 | 1958-1959       | 21     |
| 4º      | Serie D                                       | 12             | 1959-1960 | 2022-2023       | 21     |
| 4º      | Serie C2                                      | 3              | 1984-1985 | 2002-2003       | 21     |
| 5º      | Campionato Interregionale - Seconda Categoria | 1              | 1957-1958 | 1957-1958       | 12     |
| 5º      | Serie D                                       | 6              | 1978-1979 | 2013-2014       | 12     |
| 5º      | Campionato Interregionale                     | 5              | 1981-1982 | 1989-1990       | 12     |

## Tifoseria

### Storia

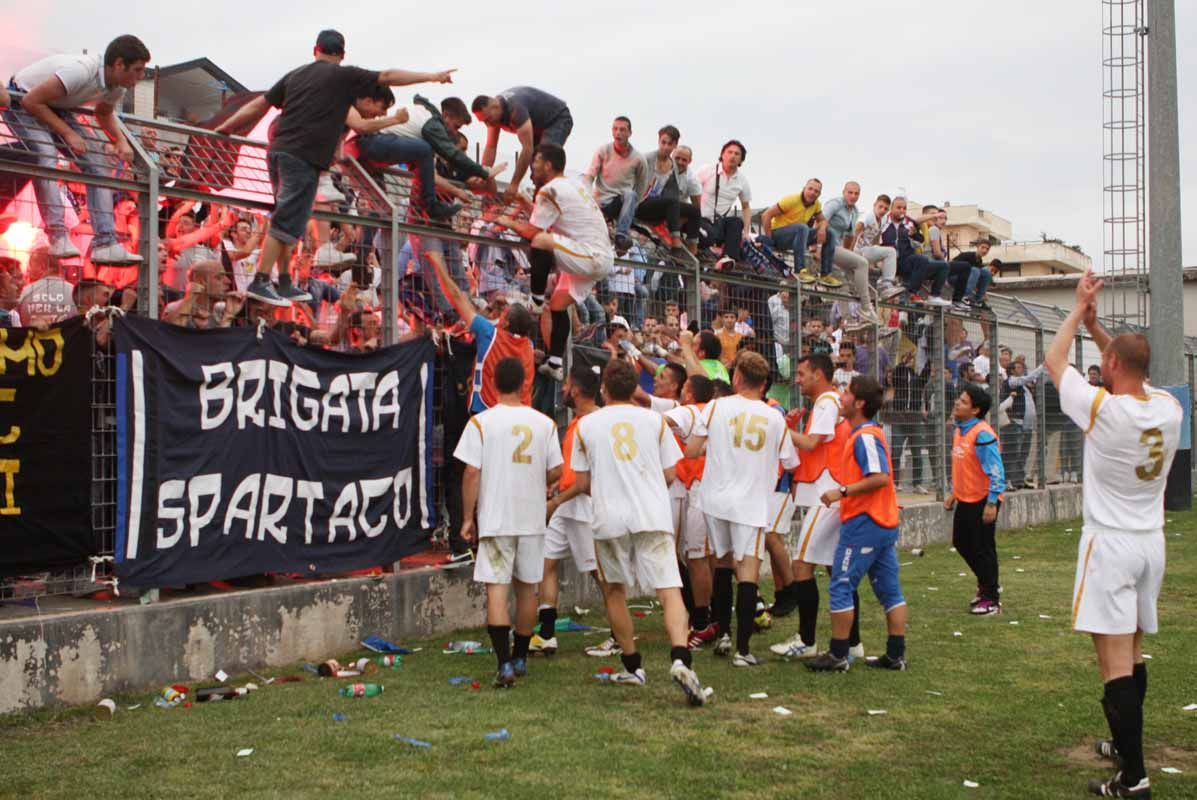
La tifoseria sammaritana al termine della finale play-off del 2012

Il tifo organizzato a Santa Maria Capua Vetere nasce durante la stagione 1999-2000 con il gruppo Boys SMCV, seguito poi dalle Teste Matte del rione IACP; fazioni minori erano invece gli Skonvolts, il Nucleo San Pietro, l'Inferno Nerazzurro, lo Stampo Ultras (sorto nel 2000) e la Drink Company del rione Sant'Erasmo. Nel 2011 dalle ceneri dei precedenti gruppi, il tifo in città si riorganizza e viene fondata la Brigata Spartaco. Nel dicembre 2021 i più giovani seguaci dei nerazzurri, decidono in comune accordo con la Brigata di fondare un nuovo gruppo ultras, i Crazy Boys.
La tifoseria nerazzurra ha occupato la tribuna sita sul lato ovest dello stadio Piccirillo, sino al suo abbattimento avvenuto nel 2013.
Nella stagione 2002-2003, l'ultima giocata tra i professionisti, i sostenitori sammaritani allo stadio sono stati mediamente 966. La partita con più spettatori è stata quella contro il Foggia, con oltre 1500 presenze.

### Gemellaggi e rivalità
La tifoseria nerazzurra non sostiene gemellaggi ufficiali, ma solo amicizie e rapporti di reciproco rispetto. L'unica amicizia, molto sentita, è quella con gli ultras della Battipagliese, sancita nel corso della stagione 2012-2013, quando le tifoserie si sono incontrate pranzando insieme per ricordare un tifoso del Gladiator. Tale amicizia è stata poi rinnovata il 7 novembre 2014 durante la festa della Brigata Spartaco, con la donazione al gruppo di una targa ricordo da parte degli Ultras Battipaglia; entrambe le tifoserie trovano spesso il modo per incontrarsi e rafforzare anno dopo anno questa amicizia. Proprio in virtù dell'amicizia con i bianconeri, i Sammaritani hanno maturato ottimi rapporti nei confronti degli ultras dell'Angri (storici gemellati dei Battipagliesi), a partire dal 2012. Nel 2019 maturano buoni rapporti anche con la tifoseria dell'Afragolese. Rispetto anche con i tifosi organizzati di Mondragone.La Brigata Spartaco stringe amicizia con un gruppo Ultras di Bari (gli Alcool) e nel 2018 fanno visita al Club dei Bulldog donando loro una sciarpa del gruppo. In passato, nei primi anni duemila gli ultras sammaritani sostennero il loro unico gemellaggio con quelli della Barrese, ma la successiva sparizione della squadra napoletana dai campionati dilettantistici, ne ha causato lo scioglimento della tifoseria organizzata e, di conseguenza, il mancato rinnovamento del rapporto. Amicizia risalente sempre allo stesso periodo  - ma anch'essa persa con il tempo - è stata quella con i tifosi della Cavese, in particolare con il gruppo Noi di Cava.
La rivalità più sentita è senza dubbio quella con i tifosi della Casertana, sorta ufficialmente durante il campionato 2001-2002 (vinto proprio dai nerazzurri), ma che in realtà affonda le proprie storiche radici nel campanilismo nei confronti del capoluogo di Provincia. A seguire, forte odio anche nei confronti delle tifoserie di Latina (in seguito a scontri durante una gara di Coppa Italia nell'estate 2002 e poi negli incontri successivi), del Lucera a causa degli scontri avvenuti tra le due tifoserie durante il campionato di Serie D, e di Acerrana ed Ischia (le tifoserie si scontrarono nel 2011 durante un'amichevole precampionato, in virtù del gemellaggio che legava Ischitani e Acerrani). Si segnala inoltre una rivalità minore con i tifosi dell'Albanova (a partire dal 2019, partita sentita solo da parte casalese per la vicinanza delle due città). Negli anni 2000 sono poi sorte le inimicizie con gli ultras di Puteolana, Viribus Unitis e Sora, mentre con il passare degli anni è andata scemando quella con la Nocerina (incontrata nella stagione 2002-2003 e nuovamente nel 2019-2020 e 2020-2021). Infine, disordini nel 2004 anche con i tifosi del Villa Literno.